# Франк Жюр'єтті
Франк Жюр'єтті (фр. Franck Jurietti, нар. 30 березня 1975, Валанс) — французький футболіст, що грав на позиції захисника, зокрема за «Бордо», а також національну збірну Франції.
Чемпіон Франції. Дворазовий володар Кубка французької ліги. Триразовий володар Суперкубка Франції. Володар Кубка Інтертото. 

## Клубна кар'єра
У дорослому футболі дебютував 1993 року виступами за команду клубу «Ліон», в якій, утім, в матчах чемпіонату Франції так й не дебютував. 
Згодом з 1994 по 2003 рік грав у складі команд клубів «Геньон», «Бастія», «Монако» та «Марсель». 1997 року у складі «Бастії» здобував Кубок Інтертото, а у 2000 у складі «Монако» став володарем  Суперкубка Франції.
Утім найуспішнішим етапом кар'єри гравця стали його виступи за «Бордо», до якого вже досить досвідчений 28-річний захисник приєднався 2003 року і за який грав до завершення своєї кар'єри у 2010 році. За цей час додав до переліку своїх трофеїв титул чемпіона Франції, двічі ставав володарем Кубка французької ліги і ще двічі виборював Суперкубок Франції.

## Виступи за збірну
2005 року провів свою першу і єдину гру у складі національної збірної Франції.

## Титули і досягнення
- Чемпіон Франції (1):

«Бордо»: 2008-2009
- Володар Кубка французької ліги (2):

«Бордо»: 2006-2007, 2008-2009
- Володар Суперкубка Франції (3):

«Монако»: 2000
«Бордо»: 2008, 2009
- Володар Кубка Інтертото (1):

«Бастія»: 1997